# Carmelo Cappello
Pour les articles homonymes, voir Cappello.

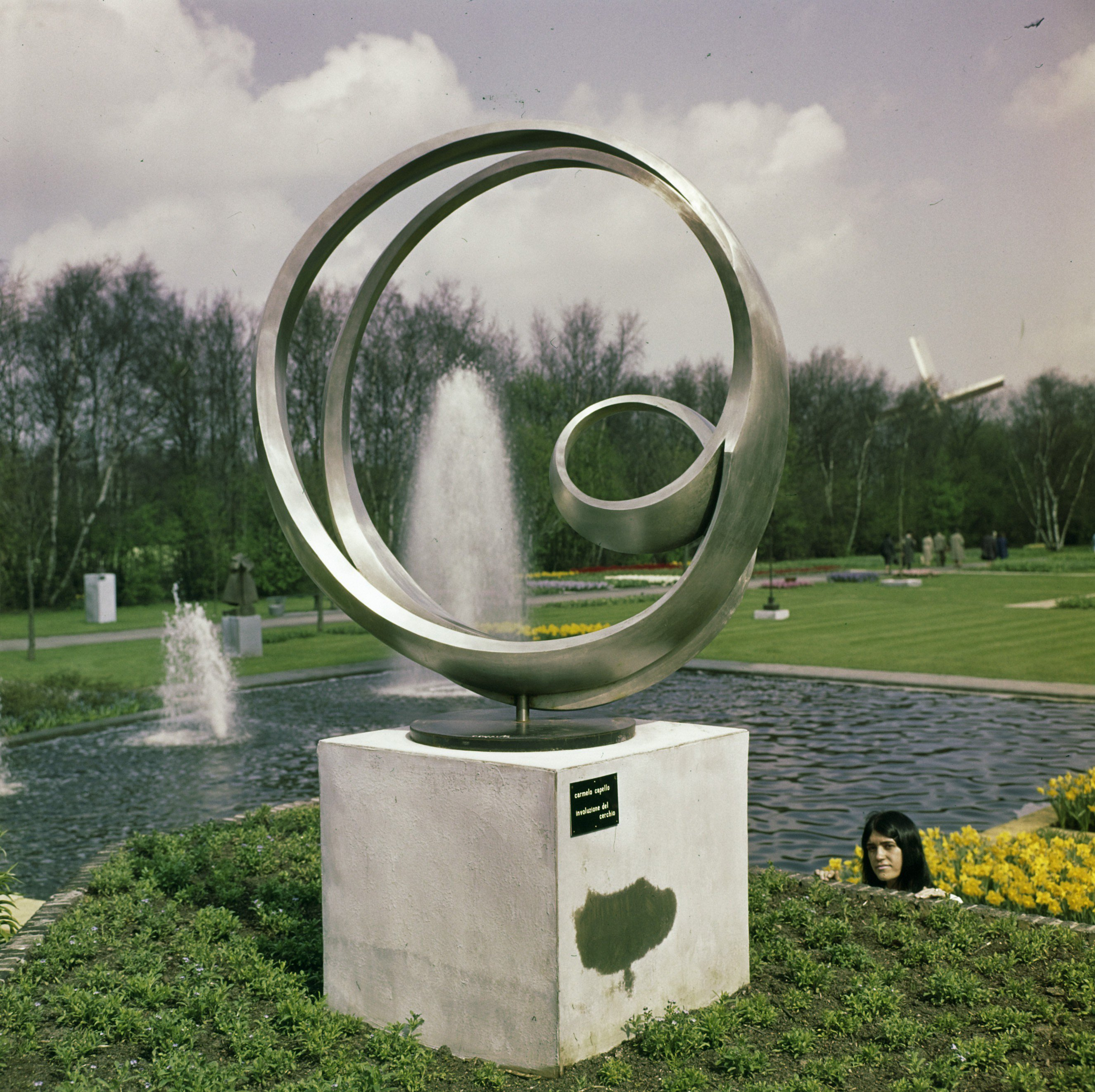
Involuzione del Cerchio

Carmelo Cappello (Raguse, 21 mai 1912 - Milan, 21 décembre 1996) est un sculpteur italien.

## Biographie
Encore mineur, il travaille en 1925 comme sculpteur pour un constructeur de charrettes siciliennes.
Il fréquente l'École d'Art de Comiso en 1928. L'année suivante, il travaille à Rome dans l'atelier d'Ettore Colla. En 1930, il s'installe à Milan où il fréquente les cours du soir du Château des Sforza. Grâce à une bourse d'études, il peut suivre l'enseignement de Marino Marini à l'ISIA de Monza.
En 1937, il fait ses débuts en tant que sculpteur et l'année suivante, tient sa première exposition personnelle à la Galerie Bragaglia à Rome. Depuis 1941, il consolide son amitié avec Gio Ponti, avec lequel il poursuit une longue collaboration.
Il participe à plusieurs éditions de la Biennale de Venise (1940, 1948, 1950, 1952, 1954, 1958), de la Quadriennale de Rome (1939, 1943, 1947, 1955, 1965, 1973, 1986) et de la Triennale de Milan (1951, 1954, 1957).
En 1959, il est invité à la Documenta 2 de Cassel.
En 1977, il participe à la Cooperarte, où collaborent des artistes tels que Carla Accardi, Getulio Alviani, Gianni Colombo, Antonio D'Agostino (en), Emilio Isgro, Carlo Nangeroni, Mario Nigro, Luca Patella, Achille Perilli, Concetto Pozzati, Mimmo Rotella, Giulio Turcato (en) et Nanda Vigo. La Coopertarte est une coopérative d'artistes qui ont cherché à explorer de nouvelles formes de relation et de dialogue avec le public. Leur première exposition collective a lieu le 26 février 1977, au Centre Allende La Spezia. La Cooperarte a publié un dossier de 14 graphiques numérotés de 1 à 100.

## Œuvre

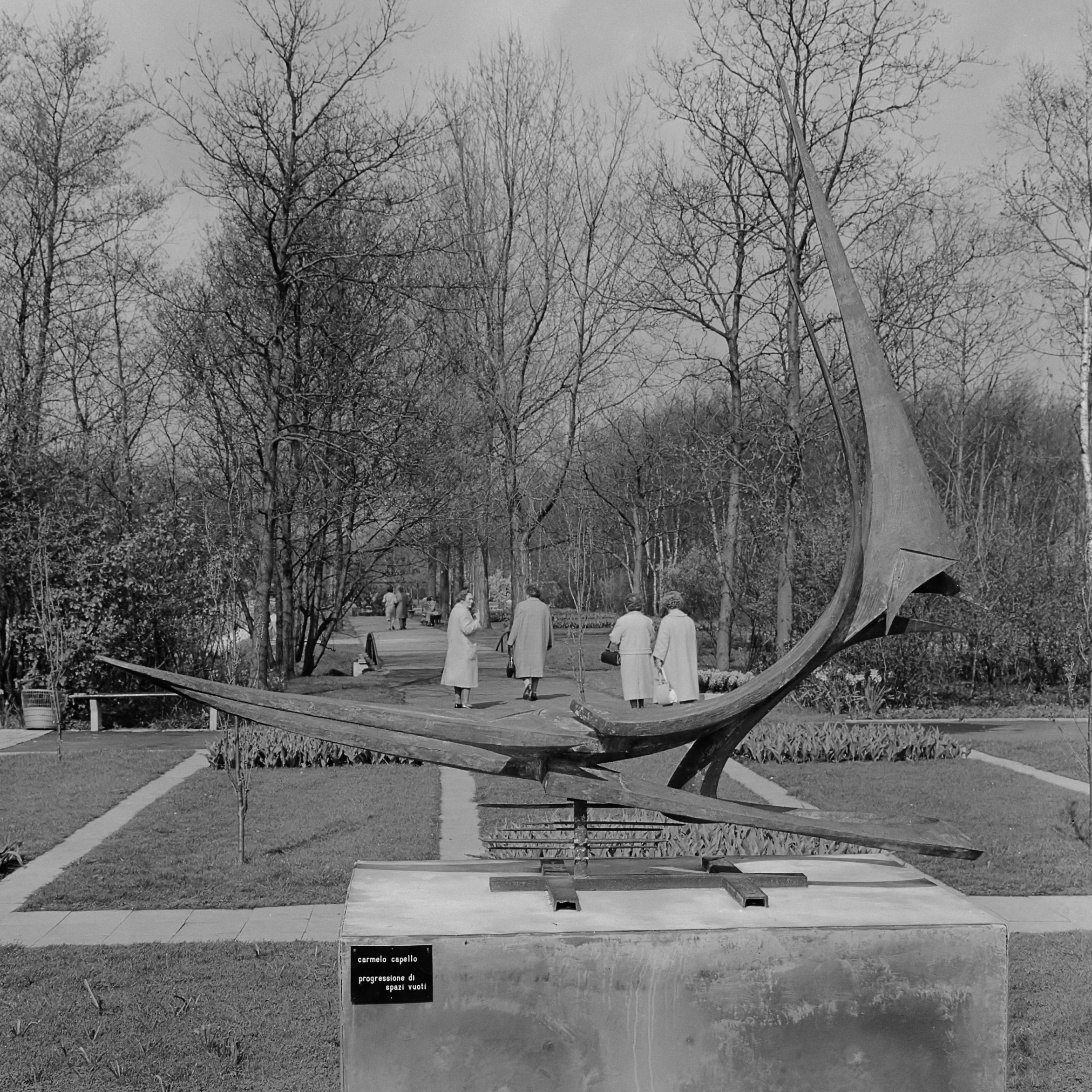
Progressione di spazi vuoti (1964)

Après une première période figurative, il est attiré par la sculpture de Moore, passe du constructivisme russe de Tatline à l'attention portée à l'espace que lui suggèrent Brancusi, Pevsner et Gabo : l'influence de ces courants culturels sur son langage personnel se retrouve dans sa manière d'organiser les rythmes linéaires et les volumes. La composante permanente de ses structures est la courbe, liant le cercle pur que souligne l'ellipse, dans un strict équilibre des rapports bidimentionnels.
À Raguse, est inaugurée en 1994, la Collection Cappello, fruit d'une donation de ses œuvres à sa ville natale.

Photo par Paolo Monti
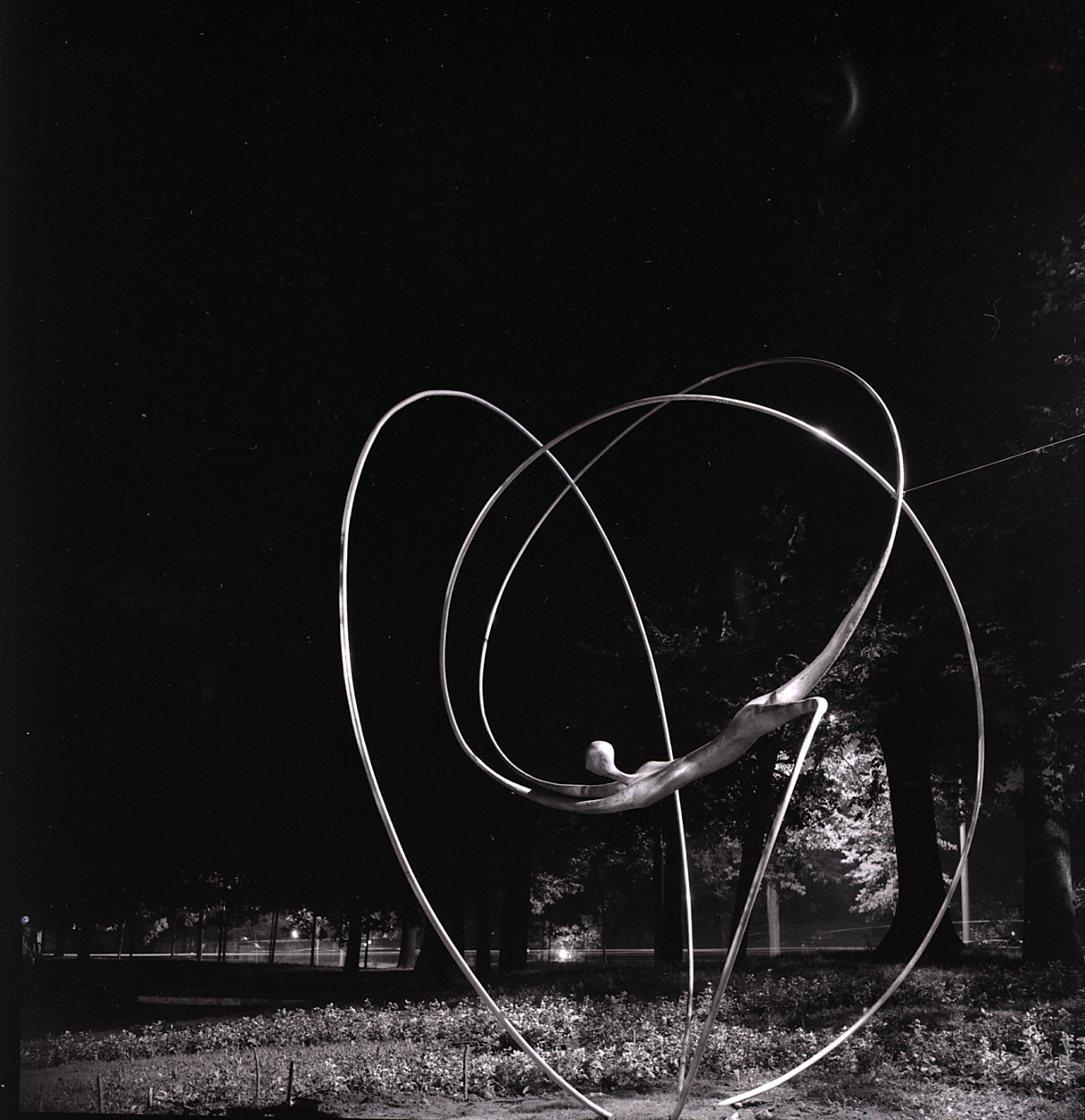
Milano X Triennale. Parco Sempione
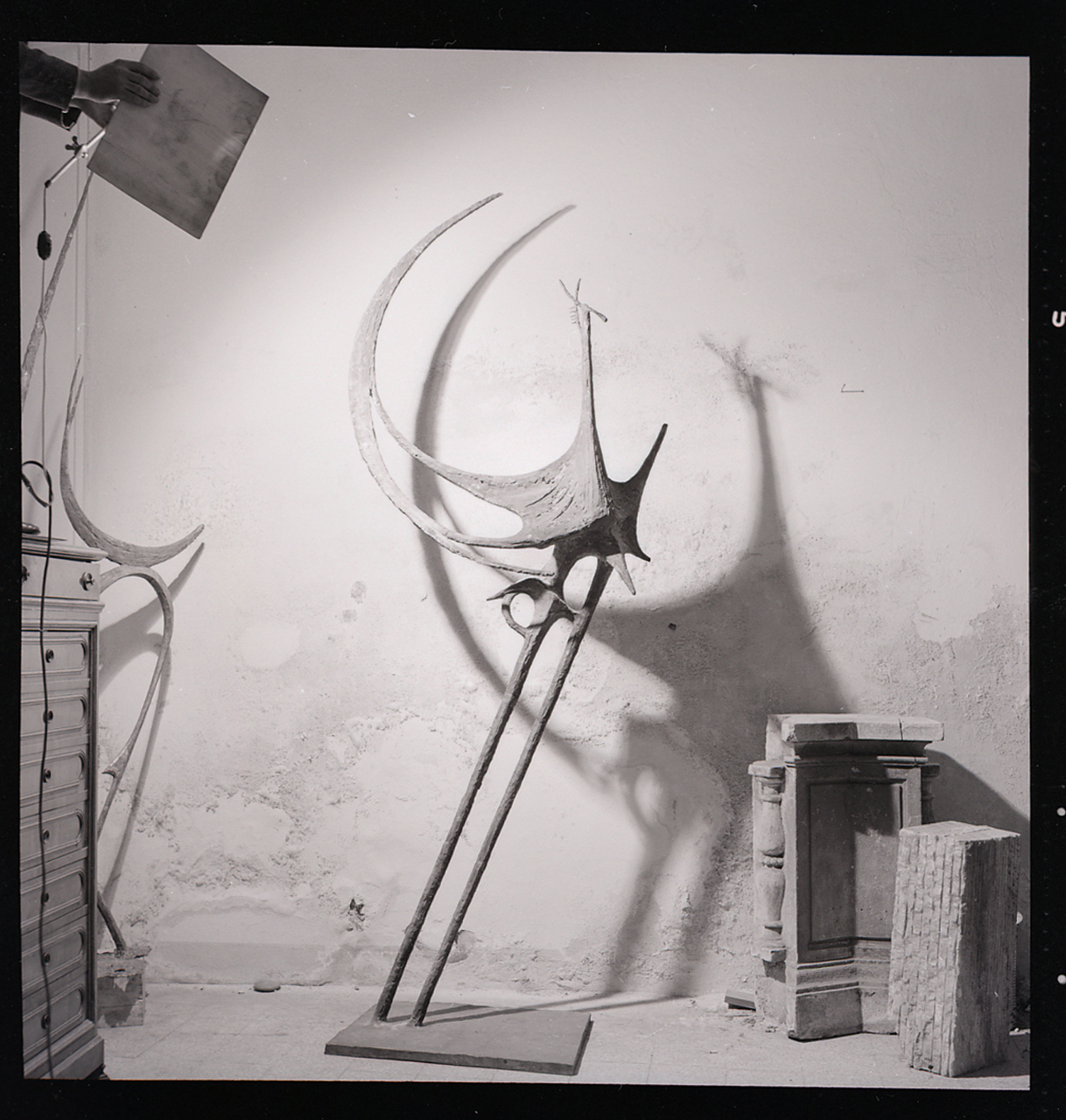
"Fughe ritmiche di luce", ottone lucidato, 1961
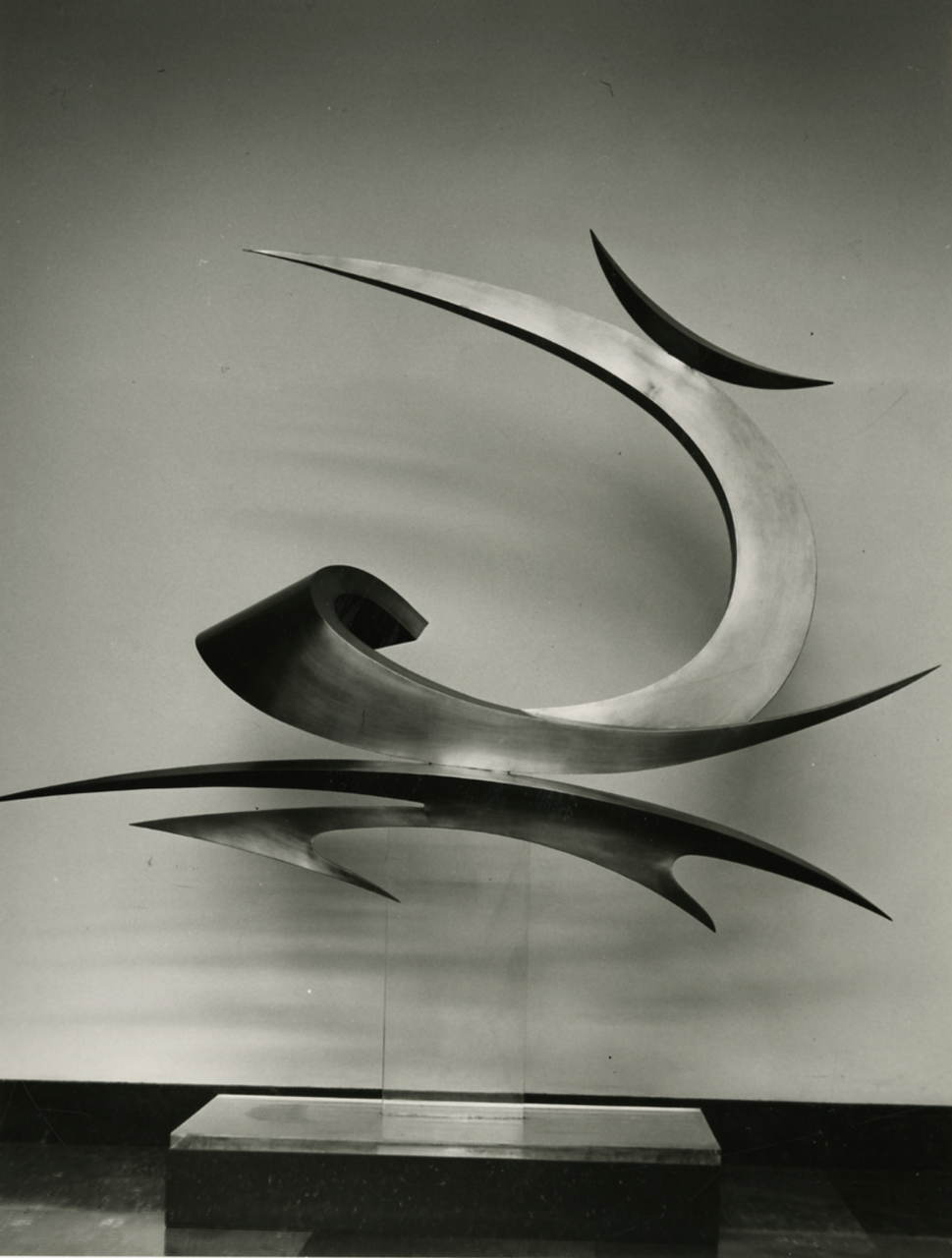
"Fughe ritmiche di luce", ottone lucidato, 1961
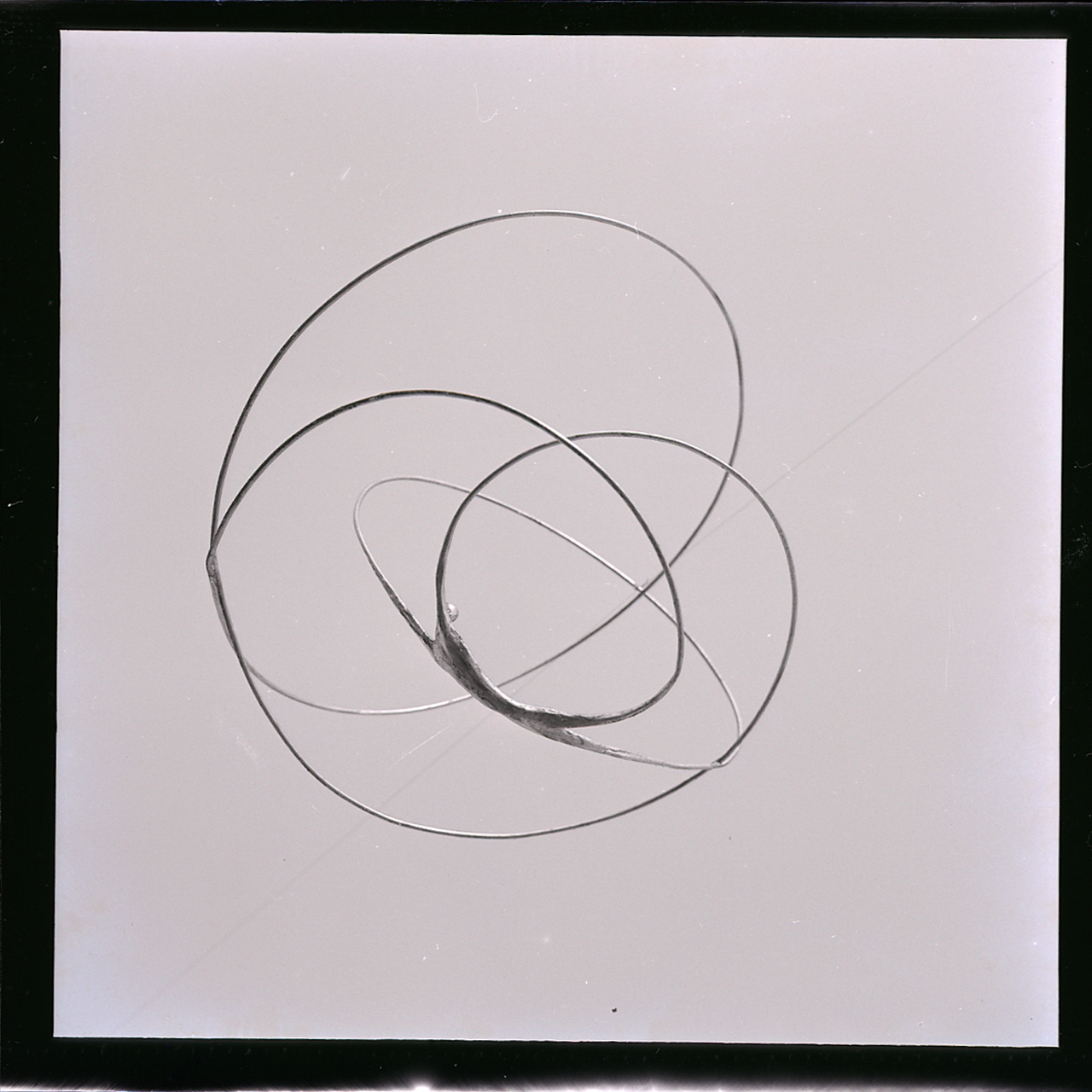
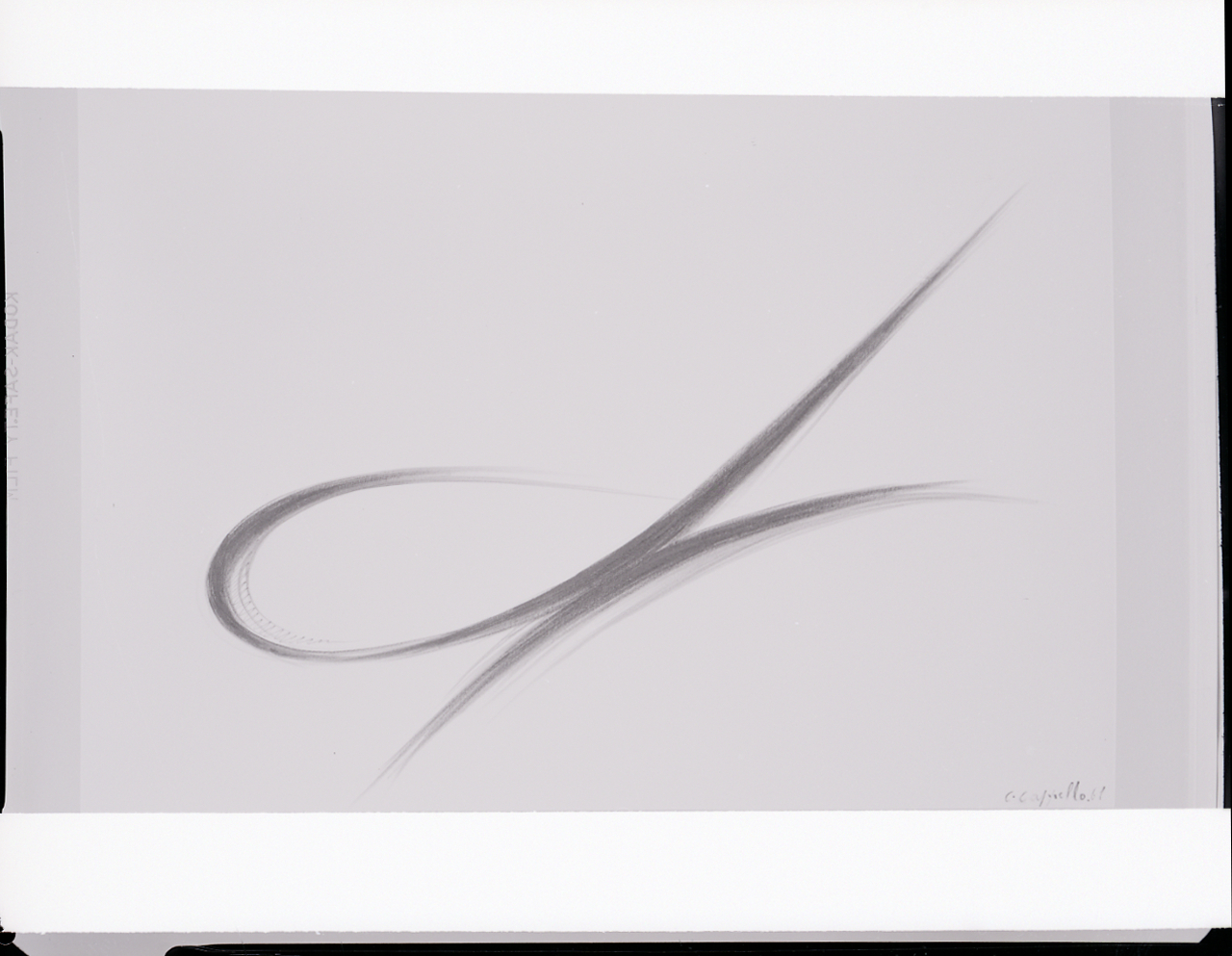
Schizzo
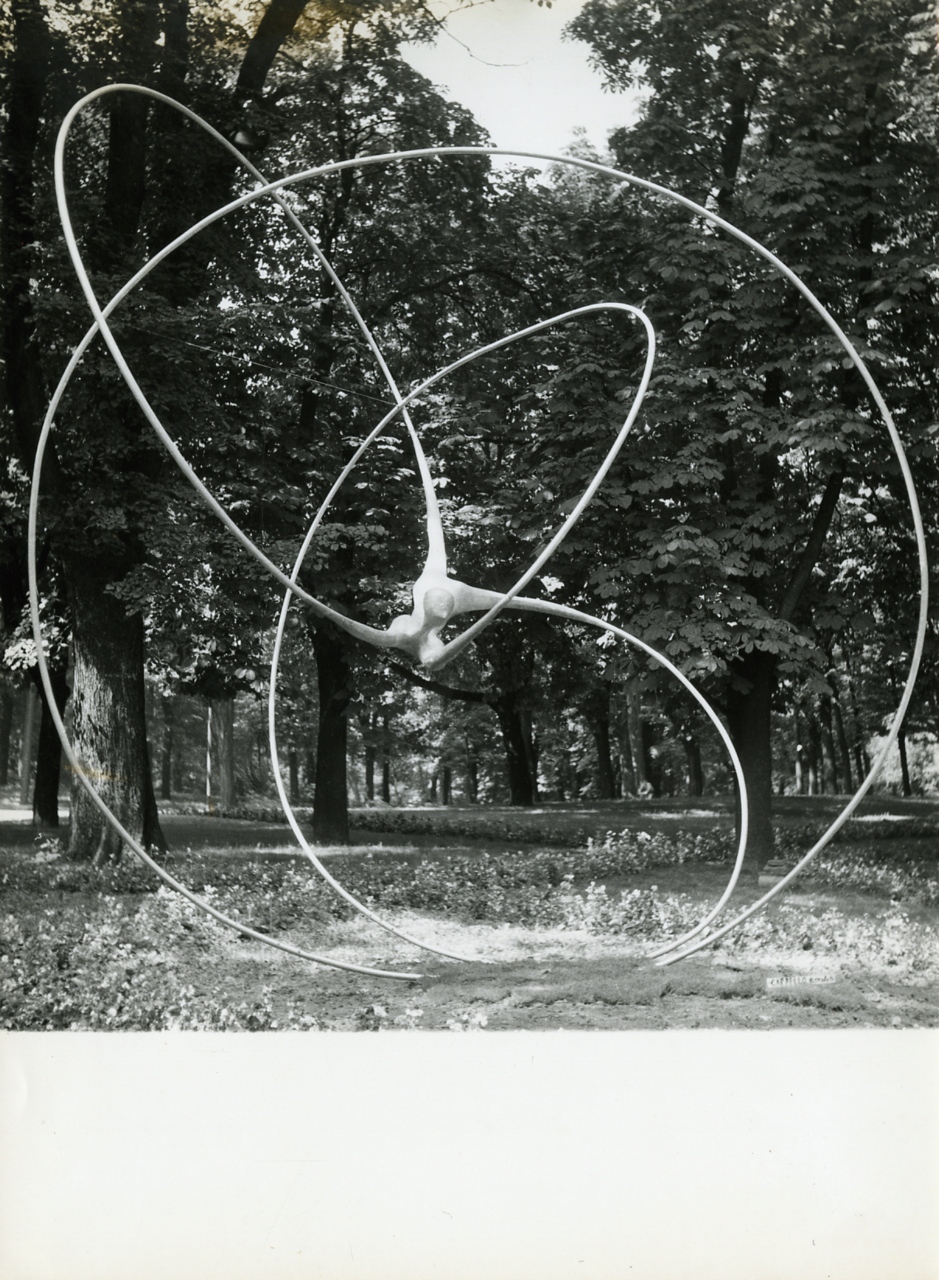
Milano X Triennale. Parco Sempione